# Lessja Smolinh
Lessja Ihoriwna Smolinh (ukrainisch Леся Ігорівна Смолінг, wiss. Transliteration Lesja Smolinh; * 23. Januar 1994 in Horodenka, Ukraine) ist eine ukrainische Handballspielerin, die für den ukrainischen Erstligisten HK Halytschanka Lwiw aufläuft.

## Karriere

### Im Verein
Smolinh übte anfangs die Sportarten Turnen, Basketball und Volleyball aus, bevor sie das Handballspielen an einer Schule in ihrem Geburtsort erlernte. Noch während ihrer Schulzeit schloss sie sich dem Verein HK Halytschanka Lwiw an. Mit Halytschanka gewann sie 2015, 2016 und 2017 die ukrainische Meisterschaft sowie 2016 und 2017 den ukrainischen Pokal. In der Saison 2016/17 wurde Smolinh zur besten Spielerin der höchsten ukrainischen Spielklasse gekürt.
Smolinh schloss sich im Sommer 2017 dem belarussischen Erstligisten HK Homel an, mit dem sie 2019 sowohl die Meisterschaft als auch den nationalen Pokal gewann. Im Jahr 2019 wurde die vielseitig im Rückraum einsetzbare Athletin vom polnischen Erstligisten AZS Koszalin verpflichtet. Nachdem Smolinh in der Saison 2020/21 mit 97 Treffern die zweitmeisten Tore für Koszalin erzielt hatte, unterschrieb sie einen Vertrag beim Ligakonkurrenten JKS Jarosław. In der Saison 2023/24 stand sie beim polnischen Erstligisten KPR Gminy Kobierzyce unter Vertrag. Anschließend kehrte sie zum HK Halytschanka Lwiw zurück.

### In Auswahlmannschaften
Smolinh nahm mit der ukrainischen Studentenauswahl an der Sommer-Universiade 2015 teil, bei der sie das Handballturnier auf dem siebten Platz abschloss. Im darauffolgenden Jahr gab Smolinh ihr Debüt für die ukrainische Nationalmannschaft, mit der sie sich bislang weder für die Weltmeisterschaft noch für die Europameisterschaft qualifizieren konnte. Mit der ukrainischen Beachhandball-Nationalmannschaft hingegen nahm sie an der Beachhandball-Europameisterschaft 2017 teil, bei der die Ukraine den zwölften Platz belegte. Smolinh wirkte in jedem Turnierspiel der Ukrainerinnen mit und erzielte insgesamt 59 Punkte für ihre Mannschaft.